# Beautyfall
Beautyfall è il quarto album in studio del gruppo depressive black metal georgiano Psychonaut 4.
È stato rilasciato dalla Talheim Records il 31 ottobre 2020, in edizione limitata a 500 copie CD.

## Tracce
1. One Man's War - 03:07
2. Tbilisian Tragedy - 09:53
3. ...and How Are You? - 05:31
4. Sana-sana-sana - Cura-cura-cura - 08:24
5. #Tokeepandtouse - 08:01
6. And Sorrow, Again - 09:28
7. Dust, the Enemy - 06:33

## Formazione
- Graf - voce, scream
- Glixxx - chitarra
- Drifter - chitarra, voce secondaria
- Nepho - batteria
- S.D. Ramirez - chitarra, voce secondaria
- Alex Menabde - basso[2]